# William Francis Ainsworth
Pour les articles homonymes, voir Ainsworth.
William Francis Ainsworth, né le 9 novembre 1807 à Exeter et mort le 27 novembre 1896 à Hammersmith, est un chirurgien, voyageur, géographe, géologue, écrivain et éditeur britannique.

## Biographie

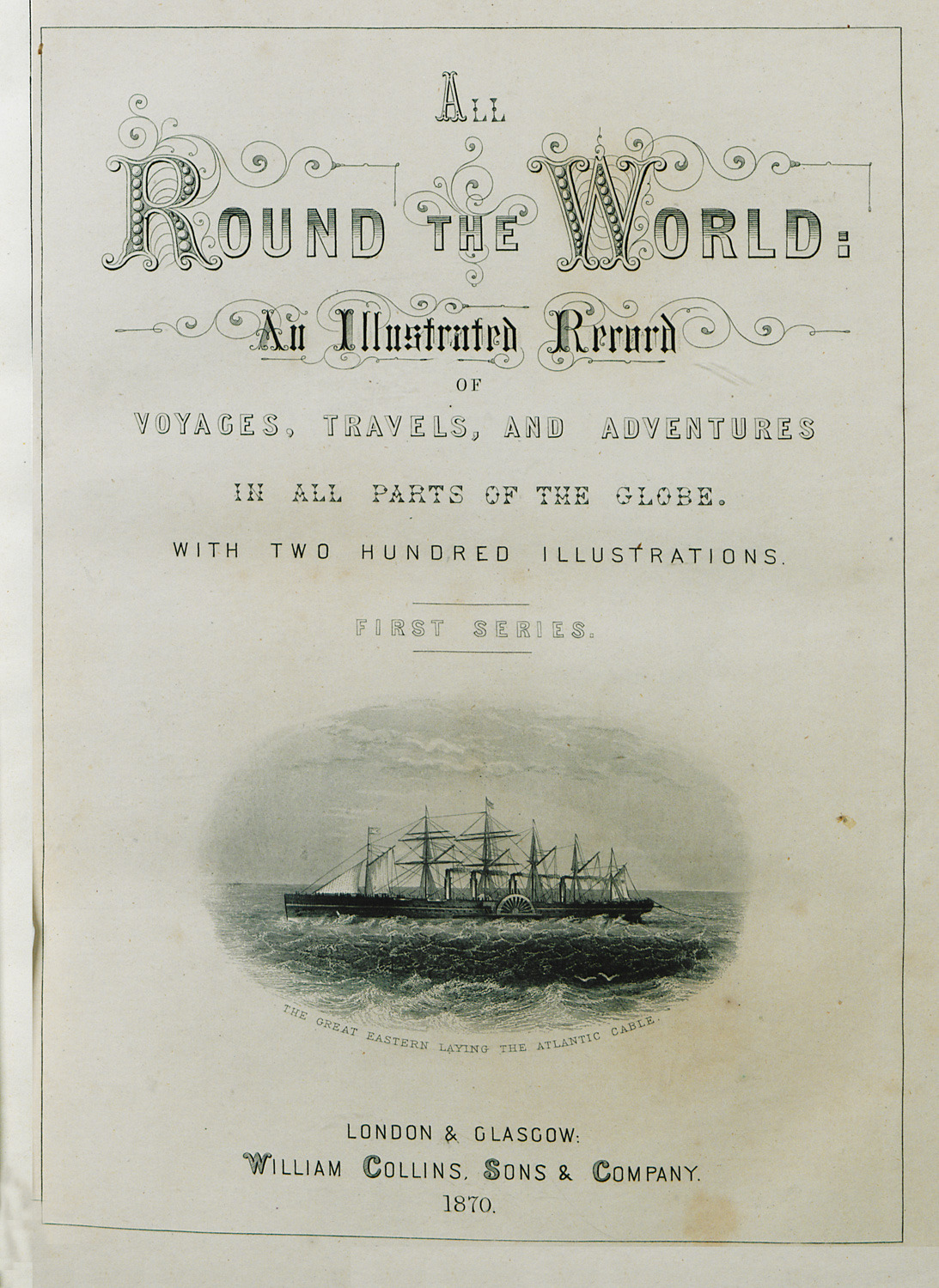
The Great Eastern laying the transatlantic cable par William Francis Ainsworth (1870)

William Ainsworth est né à Exeter. Il est le fils de John Ainsworth, capitaine dans les 15e et 128e régiments. Le romancier William Harrison Ainsworth est son cousin. A la demande de ce dernier, il adopte le prénom chrétien supplémentaire Francis, pour éviter toute confusion.
En 1827, il est licencié du Royal College of Surgeons of Edinburgh (en) dont il occupa le poste de président de la Royal Physical Society et de la Plinian Society (en). Il se rend ensuite à Londres et à Paris, où il devient stagiaire à l'École nationale supérieure des mines. Pendant son séjour en France, il acquiert une expérience pratique de la géologie en Auvergne et dans les Pyrénées. Après des études à Bruxelles, il retourne en Écosse en 1829 et fonde, en 1830, l' Edinburgh Journal of Natural and Geographical Science, qui s'interrompt dès l'année suivante.
Il y a une épidémie de choléra à Sunderland en 1831 ; Ainsworth s'y rend pour l'étudier, et publie à Londres ses expériences sous le titre Observations on the Pestilential Cholera en 1832. Ce livre le conduit à sa nomination comme chirurgien à l'hôpital de église Saint-George (Hanover Square). Lors d'une autre épidémie, en Irlande, il agit successivement comme chirurgien des hôpitaux de Westport, Ballinrobe, Claremorris et Newport.
En 1834, après avoir étudié sous Edward Sabine, il est nommé chirurgien et géologue de l'expédition sur l'Euphrate dirigée par Francis Rawdon Chesney. Peu de temps après, envoyé par la Royal Geographical Society et la Society for Promoting Christian Knowledge, il est chargé d'une expédition aux chrétiens de Chaldée. Il se rend en Mésopotamie, à travers l'Asie Mineure, les cols des monts Taurus et le nord de la Syrie et atteint Mossoul au printemps 1840. Pendant l'été, il explore les montagnes du Kurdistan et visite le lac d'Ourmia en Perse en revenant par la Grande Arménie. Il rejoint Constantinople à la fin de 1840. Cette expédition a des problèmes financiers et Ainsworth doit rentrer chez lui à ses propres frais.
Après son retour en Angleterre en 1841, il s'installe à Hammersmith et assiste son cousin, William Harrison Ainsworth, dans la direction de plusieurs magazines, dont le Ainsworth's Magazine, le Bentley's Miscellany et le New Monthly Magazine (en). En 1871, il succède à son cousin en tant que rédacteur en chef du New Monthly et reste en poste jusqu'en 1879.
Pendant quelques années, il est secrétaire honoraire de la Société syro-égyptienne, fondée en 1844, et encourage de suivre la route de l'Euphrate et de la vallée du Tigre vers l'Inde, à laquelle l'expédition de Chesney a été liée. Il est l'un des fondateurs du West London Hospital (en) et son trésorier honoraire jusqu'à sa mort au 11 Wolverton Gardens, Hammersmith, le 27 novembre 1896.
Il était le dernier survivant des premiers boursiers de la Royal Geographical Society depuis sa formation en 1830. Il a été élu membre de la Société des antiquaires le 14 avril 1853 et était également membre correspondant de plusieurs sociétés étrangères. Il s'est marié et a laissé un fils et deux filles.